# Pertya pubescens
Pertya pubescens là một loài thực vật có hoa trong họ Cúc. Loài này được Ling miêu tả khoa học đầu tiên.